# ヴァレリー・ココフ
ヴァレリー・ムハメドヴィチ・ココフ（ロシア語: Валерий Мухаммедович Коков、カバルド語: Кӏуэкӏуэ Мухьэмэд и къуэ Валерэ、Valery Mukhamedovich Kokov、1941年10月18日 - 2005年10月29日）は、ソビエト連邦およびロシアの農業専門家、共産党官僚（アパラチキ）、政治家。1992年から2005年までカバルダ・バルカル共和国大統領（初代）。経済学博士。カバルディノ・バルカル自治共和国エルブルスキー地区ティルニャウズ出身。

## 経歴・概要
父ムハメド・カムボトヴィチ・ココフは、第二次世界大戦に従軍後、ソ連共産党党官僚（アパラチキ）となり地区党第一書記を務める。しかし早くに汚職により逮捕され、晩年に名誉回復されるまで長きに渡り党を追放された。
1964年カバルダ・バルカル国立大学経済学部を卒業する。同年集団農場（コルホーズ）に勤務し主任。1966年ソ連共産党に入党する。1970年農業大学を修了。同年から1972年まで、カバルディノ・バルカル自治共和国農業省上級エコノミスト、労働賃金部長。1972年国営農場（ソフホーズ）支配人を歴任し、1978年にはロストフ高級党学校を卒業した。
1974年から1983年までウルヴァンスキー地区党第一書記。1975年からカバルディノ・バルカル自治共和国最高会議代議員にも選出される。1983年カバルディノ・バルカル自治共和国国家製造・農業技術支援委員会議長。1985年カバルディノ・バルカル共産党農業委員会書記。1988年第二書記を経て、1990年2月21日から9月1日第一書記。同年、ロシア共和国人民代議員、最高会議代議員に選出される。また、3月30日にはカバルディノ・バルカル最高会議議長に就任した。ソ連人民代議員では「主権と平等」会派に、ロシア共和国最高会議では憲法委員会にそれぞれ所属した。1990年7月にはソ連共産党中央委員に選出された。1991年1月31日、自治共和国の状態を拒否し主権宣言を行った。 

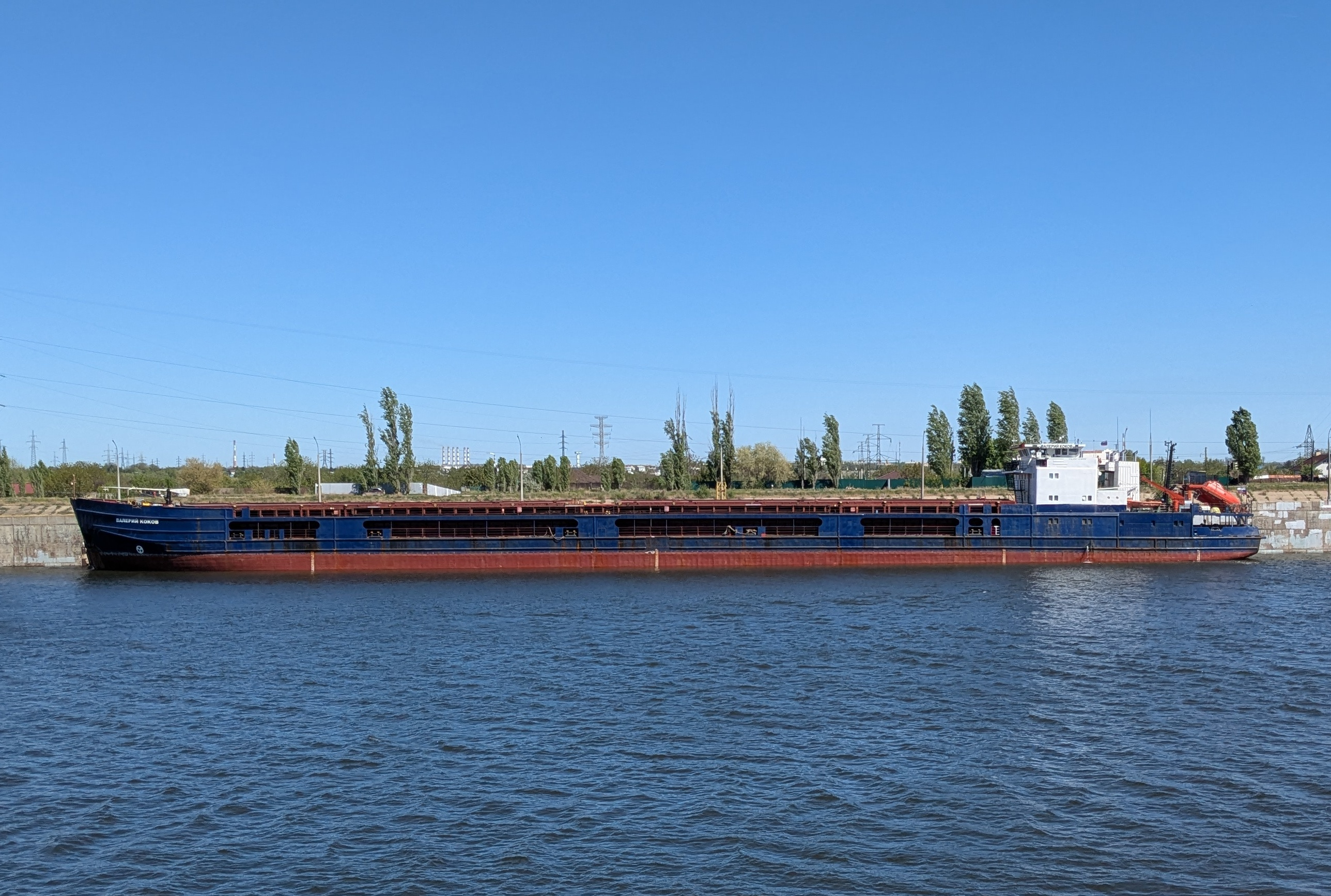

1991年ソ連8月クーデターが起こると離党した。同年9月29日から1992年1月まで閣僚会議第一副議長（第一副首相）となった。1992年カバルダ・バルカル共和国大統領選挙に立候補し当選した。1992年にはアブハジア問題をめぐりカバルダ・バルカル国内の対立が先鋭化した。1992年9月24日、首都ナリチクで、野党派の集会が開催されココフの大統領辞任と政府総辞職を要求した。9月26日に、ココフはナリチク市内に非常事態宣言を布告した。10月4日、カバルダ・バルカル政府と野党派は妥協し、抗議集会は中止された。1997年1月12日、99パーセントの支持で再選。2002年1月、80パーセントの支持を得て三選された。
2005年9月16日、健康上の理由で大統領を辞任した。2005年10月29日、モスクワで死去した。64歳。郷里のバクサン・デュグルブゲイ村の墓地に埋葬された。 
| 公職                                          | 公職                                                    | 公職                         |
| --------------------------------------------- | ------------------------------------------------------- | ---------------------------- |
| 先代 ハチム・カルモコフ (ru) （最高会議議長） | カバルダ・バルカル共和国大統領 初代：1992 - 2005        | 次代 アルセン・カノコフ      |
| 先代 （創設）                                 | カバルダ・バルカル共和国 最高会議議長 初代：1990 - 1991 | 次代 ハチム・カルモコフ (ru) |